# Staff Collection
Staff Collection este o companie care operează rețeaua de magazine de confecții House of Art, una dintre cele mai mari de pe piața din România.
A fost înființată în anul 1994 de familia Mihet.
Compania deține trei fabrici, în Alba Iulia, Cugir și Blaj.
În anul 2007 deținea 50 de magazine House of Art.
În plus, mai deține rețeaua de 31 magazine Fox, administrată prin firma Corssa.
În anul 2006, compania avea peste 2.500 de angajați, dintre care circa 1.000 sunt angajați în cele 50 de magazine.
Compania a dat faliment in anul 2018.